# Olazti
Olazti (oficialment bilingüe Olazti/Olazagutía) és un municipi de Navarra, a la comarca de Sakana, a la vall de la Burunda, dins la merindad de Pamplona.

## Demografia
| Evolució demogràfica | Evolució demogràfica | Evolució demogràfica | Evolució demogràfica | Evolució demogràfica | Evolució demogràfica | Evolució demogràfica | Evolució demogràfica | Evolució demogràfica | Evolució demogràfica | Evolució demogràfica |
| 1996                 | 1998                 | 1999                 | 2000                 | 2001                 | 2002                 | 2003                 | 2004                 | 2005                 | 2006                 | 2007                 |
| -------------------- | -------------------- | -------------------- | -------------------- | -------------------- | -------------------- | -------------------- | -------------------- | -------------------- | -------------------- | -------------------- |
| 1 622                | 1 630                | 1 659                | 1 654                | 1 681                | 1 711                | 1 697                | 1 704                | 1 730                | 1 762                | 1 739                |
| 85%                  |                      |                      |                      |                      |                      |                      |                      |                      |                      |                      |

## Etimologia
El nom ve de l'èuscar Ola (cabanya) Zarra (antiga o gran) Goitia (la coma) Olazti és la contracció de olazarragoitia -olazagutia-Olazti, i significa: cabanya gran (o vella) damunt un turó. Segons Euskaltzaindia (Acadèmia de la Llengua Basca) s'ha d'escriure Olatzagutia, perquè en èuscar la z va sempre precedida d'una t epèntica.

## Història

### El Paleolític
A les coves de KOSKOBILO (l'enterrament dels cranis),es van trobar les restes humanes del Paleolític que avui estan al Museu de Navarra (Pamplona), pertanyents a l'home de Cro-Magnom, una evolució local del qual va originar la raça basca, fa 7.000 anys segons José Miguel de Barandiaran.Diu una moderna teoria que la raça basca es va estendre per tot Europa i nord d'Àfrica, substituint a l'home de Cro-Magnon, i que després va ser arraconada per migracions d'altres pobles fins al límits del Caucas i l'Atlas on s'han trobat algunes paraules basques al georgià i al berber en tots dos extrems. Olazagutia-Olazti seria doncs un dels llocs que van originar no momes els bascos sinó també els europeus moderns.Fa uns 10.000 anys, coincidint amb el final d'última glaciació, i la pujada de la temperatura, els trogloties olaztiarres, van abandonar les coves (Andremangoleze, Altamira, Orobe, Altzania) i van construir una cabana col·lectiva (olazarra) a dalt del turó (goitia) anomenat Mendiarbi (la muntanya dels nabs), on és ara l'església i el cementiri. Hi van viure en comuna matriarcal, en règim de poliàndria, els nens (umeak) al no conèixer el seu pare (aita) deien oncles (osabak) a tots els homes (gizonak) del poblat (herria). Les dones (etxekoandreak) eren l'autoritat i les que feien el treballs de la comunitat. Els homes s'anaven durant mesos a caçar tots junts, en accions coordinades, per poder abatre els grans mamífers de l'època: rinoceronts, bisons, urs, cérvols...en les muntanyes d'Urbasa, Aralar i Entzia, que envolten Olazagutia-Olazti i la vall de la Burunda- Sakana.

### El Neolític
Fa uns 5.000 anys els olaztiarres van deixar la caça i la recol·lecció de fruites, per esdevenir ramaders i pagesos, que conreaven la terra dividida en feixes, que a Olazti diuen "peces" (lurzatiak). El principal conreu va ser el dels cereals: Blat en les terres més properes al riu Burunda (etxarte, Aldoiar, Orna) i l'ordi i sègol als marges d'Urbasa. Amb el cereal molt feien uns pans anomenats talos, i també farinetes bullides amb pessols i fabes. Quan la collita era dolenta feina farina amb fejes del faig (pagoa i glans del roure (haritz). Per moldre feien servir unes pedres planes. La patata, blat de moro, mongeta i tomàquet no van arribar fins al segle xvi provinents d'Amèrica. La beguda més usual era la cervesa (garagardoa), la feien fermentant l'ordi molt, en tines, encara que no era considerada como un refresc, sinó com un brou alimentari. La beguda refrescant era la sidra(sagardoa) feta amb pomes. El vi, encara que era conegut per les importacions del fenicis, no es va generalitzar fins a l'arribada del romans. Les fruites més comunes eren: pomes (sagarrak),peres (udareak), prunes (okaranak)i avellanes (hurrak). La principal activitat manufacturera va ser la indústria de la pedra de sílex d'Urbasa (ara fan ciment portland) per la fabricació de puntes de fletxes i llances, algunes de les quals han estat trobades a les coves d'Isturitz(Iparralde) a més de 100 km de distància d'Olazagutia.

### L'Edat Antiga
El romans van arribar a Emporiom l'any 219 AC i van pujar pel riu Ebre fins als Bascons. A Olazagutia-Olazti, fan fundar un poblat, a la cara nord del Mendiarbi, que es deia Angostina (pas estret en llatí, o congost), al punt intermedi de la ruta entre les dues ciutats més importants del Saltum Vasconum: Iruña-Pamplona i Iruña-Veleia, en la conca dels rius Arakil-Zadorra. Des d'Olazti sortia una calçada cap al sur, pel port d'Urbasa, en direcció a la Ribera (l'actual calçada és posterior) i una altra al nord, pel port d'Etxegarate, en direcció al mar Cantàbric. Les restes d'Angostina han estat destruïdes al construir l'Autovia del Nord, i han anat a les escombraries sense cap consideració. Però encara al Museu de Navarra es poden veure monedes romanes amb la inscripció d'Angostina

### Edat mitjana
Amb els romans la Burunda va viure 400 anys de pax romana, però quan l'imperi es va enfonsar al segle V van arribar els nous invasors: els francs pel nord i els visigots pel sud i la Burunda es va convertir en un camp de batalla durant 200 anys, del segle VI al VIII. Leovigild va arribar fins Gasteiz-vitoria al 581 i D. Rodrigo assetjava Iruña-Pamplopna el 711, mentre que els francs van ser derrotats dues vegades pels basco (ne) s a Orreaga-Roncesvalles en el 788 i en el 824, quan tornaven d'atacar Iruña (vegeu: Juan Ignacio Paul Arzak: Història del > País Basc. sf) El 711, com un deus ex-machina, van aparèixer els musulmans i van ser rebuts pel poble com a alliberadors, com abans ho havien estat els romans. Els musulmans van arribar de Tarifa als Pirineus en quatre anys, gairebé sense resistència, el camí contrari els va costar als cristians 800 anys. El primer rei de Nabarra, Eneko Aritza, coronat a la Burunda el 824, va ser fill d'una musulmana i els seus germans regnaven en les taifes de la Ribera. Santxo Abarca (970-94) va casar a una de les seves filles amb Almanzor. Però a partir de 1089 tots els reis havien de rebre l'aprovació del Papa de Roma per legitimar el seu regnat, en cas contrari qualsevol senyor feudal podia rebel·lar i arrabassar-li la corona. Per culpa de la religió dels reis de Nabarra, es van veure en la tessitura de trencar les seves relacions amb els musulmans. En aquells moments la Cort Nabarra estava dominada pels Bisbes i abats dels grans monestirs com el de Leyre, el major terratinent de Nabarra, que van imposar la política papista de croada contra l'Islam. Al-Andalus era llavors la civilització més avançada i democràtica del món, i al final es va perdre Al-Andalus i es va perdre Nabarra. Però ni els musulmans han oblidat Al-Andalus, ni els bascos hem oblidat l'únic Estat que hem tingut: l'Estat de Nabarra, la Nafarroa Osoa (vegeu: Tomas Urzainqui i Juan Mª de Leizaola: La Navarra Marítima. 1998) Quan en 1200 els castellans van envair la Nabarra Occidental i Marítima, Santxo Azkarra va ser fins al Marroc a demanar ajuda al Soldà (Emir-al-Muslim: príncep dels creients, Miramamolín) però l'acord no va ser possible, i la batalla de les Navas de Tolosa (1212) va acabar de destruir l'aliança basco-musulmana. La Burunda va pertànyer el herrialde de Guipúscoa, i per això el euskalki de la Burunda s'assembla més al Giputxi que al Nabarro, fins a l'any 1200 en què Santxo Azkarra es va annexionar la Burunda per compensar l'ocupació de les terres nabarras de la costa des de la desembocadura de l'Oria fins al Bidasoa pels castellans en coalició amb els gipuzkoanos. La Burunda va ser terra de realengo que pagava els seus impostos (gallurdeak) directament al rei, per això en l'escut de tots els pobles de la Burunda apareix l'arrano beltza, el mateix que figurava en el segell del rei. Durant l'Edat Mitjana per Olazti passava el camí de Sant Jaume a la branca que sortint d'Iruña seguia el curs dels rius Arakil-Zadorra fins Anduba (Aundi-Ibaia, la ciutat del riu gran, Miranda de Ebro), travessava les muntanyes Obaranak (Obarenes) pel Arrallomalato (el congost de Pancorvo), recorria tota la Bureba (buru-Ibaia, la capçalera del riu-Ebre-) i la Serra d'Atea-Porta (Atapuerca) pel port de la Brujula (buru-zuloa, l'alt de les coves), fins a Burgos on s'ajuntava amb el ramal principal. Aprofitant la ruta jacobea molt freqüentada per francs (llengua d'oïl) i gascons (llengua occitana) els reis navarresos van fundar les viles reals o franques amb uns furs que les eximien de la servitud i jurisdicció dels jauntxos, i on també es van instal·lar molts serfs feudals que van fugir dels jauntxos i buruzagis i van crear els seus propis barris al costat dels dels francs, buscant refugi és aquestes viles aforades. Així van néixer ciutats com Sant Sebastià-Donostia al ramal del Cantàbric fins a Santiago, Estella (Stela)-Lizarra, Gares, Logronyo (Locum Beronum), Laguardia-Biasteri, Najera, Santo Domingo de la Calzada i Belorado, al ramal prinicipal, totes elles amb furs donats pels reis de Nabarra i que fins a 1200 van pertànyer al regne de Nabarra les fronteres arribaven fins a les muntanyes d'Oka-serra d'Atapuerca, i comprenia tot el nord de Burgos i est de Cantàbria fins a Santoña (Santxo-Oña), tota la Rioja, a més de la comarca de les Cinc Viles de Saragossa i la Jacetania d'Osca, terres on es va parlar l'eusquera des de l'antiguitat fins a 1200, com queda demostrat per la seva toponímia, oronimia i hidronimia, la implantació requereix un procés de molts segles i no es tracta per tant de simples repoblacions basques baixmedievals com sostenen espanyolistes recalcitrants com Sánchez Barnús i Menedez Pidal. Durant la persistència del Regne de Navarra la lluites entre gipuzkoanos del Goierri (la frontera estava en Etxegarate) i Alabeses de la Lautada (la frontera estava entre Ziordia i Egino) d'una banda (que pertanyien al regne de Castella) i els habitants de la Burunda per altra, van ser constants, Santxo Zazpigarrena Azkarra concedir el Fur de la Burunda per a la seva millor defensa, aquest Fur es guardava a l'església Santa Maria de Altsasu que va ser cremada en una ràtzia dels de Agurain.En 1348 els habitants de la Burunda van demanar al rei de Nabarra Philippe d'Evreux que els enviés una còpia del Fur cremat, que els havia estat concedit per Santxo VII Azkarra el 1208, segons el Fur de Laguardia-Biasteri (donat pel seu pare Santxo VI Jakintsua en 1165) amb l'objectiu de reproduir el sistema defensiu Nabarro de Biasteri contra Castella en la Burunda, encara que no ho va aconseguir aquí, però sí en el contigu vall de Arakil quan la població d'aquesta vall es va concentrar en la ben defensada Etxarri Aranaz, cap a 1312, quedant despoblades les aldees del voltant que es deien: Urkizu, Maiza, Mundiñano, Ondaz, Egiagarreta, Nenau, Odiaga, Erdozia, Mugarretxe, Artola, Lazkoz, Sarria, Aranya, Arospedi .... i la vall del Arakil rebre el mateix fur que el de la Buranda, confirmat més tard pr el nebot de Santxo VII Azkarra, Thibaut I de Champagne. Encara que en la Burunda no es va aconseguir concentrar la població en un sol nucli defensiu, Olazagutia sempre va tenir el seu castell-fortalesa. Després de la invasió de Castella (1512-1521) tots els castells i fortaleses de Nabarra van ser destruïts per l'invasor per evitar futures revoltes de l'els nabarros, però el castell de Olazti no va ser demolit sinó reconvertit en església, afegint un campanar que originalment va estar a la part del cor i més tard es va fer l'actual campanar. Adossada a l'església es va construir la casa parroquial amb els carreus de l'antiga ermita de sant Esteve.

### Època Renaixentista
En 1512 les tropes castellanes acantonades a Agurain-Salvatierra van envair la frontera Nabarra per Ziordia, al capdavant anava el traïdor comte de Lerin, que va tenir el detall de demanar a les tropes invasores que no arrasessin la Burunda ni la resta de la Sakana-Barranka. La resistència dur 10 anys i va acabar amb la derrota de Noain (1520), on 5.000 patriotes navarresos van donar la seva vida combatent als invasors espanyols. (Vegeu: Floren Aoiz: La Vella Herida.2002) La cort Nabarra es va instal·lar a Pau i des de llavors els espanyols van cridar francesos als navarresos com es pot veure avui dia en les parenceries d'Irun i Hondarribia. Es va perdre l'Estat Navarrès i amb això la possibilitat d'haver estat un Estat europeu amb l'euskara com a llengua oficial, en aquell precís moment del Renaixement en què cada nacionalitat europea va abandonar el llatí com a llengua literària i va desenvolupar i va normalitzar la seva llengua nacional com a llengua de cultura: Nebrija va escriure la primera gramàtica del castellà i Luter va traduir la bíblia a l'alemany unificat, mentre nosaltres ens quedem sense Renaixement i vam haver d'esperar a 1970 per tenir l'euskara batua, ja al límit de l'extinció. (Ikusi: Joxe Azurmendi: Espainolak eta euskaldunak.1998). Malgrat això vam tenir una escassa primera literatura en euskara (Exepare, Leizarraga) en les restes de l'Estat Nabarro en la cort de Pau. La Merindad de Ultrapuertos, la Nafarroa Behera, quedo com l'últim reducte del Regne de Nabarra després que els espanyols fossin derrotats pels nabarros (batalla de Garazi 1530) i expulsats al sud dels Pirineus. Com els reis de Nabarra eren al mateix temps comtes del Bearn, la seu de la cort Nabarra va estar al castell de Pau, capital del Bearn, que Enric II, el sangüesino, comandament restaurar contractant per a això a artistes de tot Europa. Enric III, el bearnès, va heretar el tron de França en 1589, i es va convertir en Enrique IV de França, des de llavors els reis de França van portar annex el títol de reis de Nabarra. En 1594 Shakespeare va escriure una obra titulada "Treballs d'Amor Perdut" que es desenvolupa en la cort Nabarra de Pau. L'admiració de Shakespeare pels bascos era tal que fa exclamar a un dels seus personatges. "... Algun dia Nabarra serà la meravella del món ...". Per contra seu contemporani Cervantes es burla dels bascos en el capítol IX del Quixot. El 1620 Lluís XIII de França anul·lo per decret la cort Nabarra de Pau. Fins a la Revolució Francesa (1789) va subsistir una autonomia anomenada "Estats Generals de Nabarra" amb parlament a Pau, igual que van subsistir els "Estats Gernerales" de Lapurdi i Zuberoa, herrialdes bascos que van pertànyer a Anglaterra des 1152, pel casament de la duquessa Elionor d'Aquitània amb el rei d'Anglaterra, fins a la fi de la guerra dels Cent Anys (batalla de Castillon 1453) en què Lapurdi i Zuberoa van ser acupadas pels francesos. Durant el període jacobí de la Revolució Francesa, milers de basconabarros d'Iparralde van ser arrestats i deportats a altres departaments francesos sota l'acusació de "nacionalistes contrarevolucionarios" i uns 2000 d'ells van morir. La Revolució Francesa va suposar la fi del règim feudal, que es justificava per la voluntat divina, i es va instaurar el règim democràtic que es basa en la voluntat dels ciutadans. Però és una democràcia que només reconeix els drets individuals de les persones, no els drets col·lectius dels pobles. Els Estats Feudals van ser substituïts pels Estats-Nació, que arribaven fins on arribaven les conquestes dels seus exèrcits, i que procuraven establir fronteres fàcils de defensar en muntanyes o rius. Per això els catalans i els bascos estem dividits pels Pirineus entre França i Espanya.

## Religió
Els seus ancestres practicaven la religió naturista i animista, adoraven la naturleza i creien que tots els éssers, vius i inerts, tenien ànima, i que podien influir sobre la vida i el destí de les persones, i que a més alguns d'ells tenien uns poders especials Eren objecte de culte dels arbres (dendrolatria) sobretot el Haritz Quercus rubur: roure, com a representació de la força i la intel·ligència (igual que en castellà robust ve del llatí rubur, roure). Les seves arrels eren l'origen del poble basc i les seves branques el protegien. Quan quedava fulminat per un llamp era interpretat com un presagi del cel, i els malalts es fregaven contra el roure per sanar. L'energia de Amalur (Mare Terra) es transmetia a les persones des de les entranyes de la terra aa través d'Arkaitz (Roca) i Harri (pedra) amb elles es construïen els TRIKUHARRI (dolmen), OROITARRI o JENTILHARRI (menhir) i recobrien les tombes amb HARRESPILAK (túmuls de pedres), sobre els quals més tard, els romans, van col·locar l'ARA (altar) i els van cobrir després amb un fanum (temple en llatí) que donaria lloc a les actuals ELIZAK (ecclesiae). SUKARRI (sílex) era la pedra sagrada, del foc (pirita) o del llamp, perquè creien que queien sobre la terra durant les tempestes. A l'entrada de l'habitatge col·locaven el KARDABERA (card) com a protecció contra el llamp, costum que ha arribat a aquests dies. La pedra de la pluja EURIHARRI, un silicat d'alumini (quiastolita) personificava l'esperit dels avantpassats i atreia la pluja, si s'obre una d'aquestes pedres es pot veure un lauburu al seu interior. AITOR era el pare-cel (aita-Ortzi) que fecundada a la mare-terra (estima-lur) mitjançant la pluja i donava origen a tota forma de vida sobre la terra. La implantació del cristianisme es va aconseguir acabant amb les sacerdotesses basques les sorginak que feien les funcions de remeieres, usant plantes medicinals per fabricar brevajes i pocions curatives, a més d'un al · lucinogen: el cornezuelo del sègol, que és un fong paràsit del sègol (Claviceps Purpurea). Les sorgines jozaban d'un gran prestigi social i el cristianisme masclista, que oferia misses i oracions com remeis per curar malalties voler eliminar la competència, difamandolas primer: se'ls va acusar d'organitzar aquelarres, de comunicar-do el diable en èuscar, d'enverinar les aigües ... i després entro a sac el Tribunal del Sant Ofici de la Inquisició, que organitzo detencions massives durant el segle xvi i principis del XVII per tota la Burunda, i tota Euskal Herria, (unes 40 van ser cremades viva), també a Iparralde unes 200 detencions van ser efectuades pel membre del Consell d'Estat francès Pierre de Lancre. Les sorginak van ser jutjades a Logronyo (seu de la Inquisició) sense entendre les acusades la llengua dels acusadors i fins i tot una nena de 8 anys, Catalina de Gesala, natural de Zeberio, va ser declarada bruixa. Eren passejades en rucs, amb sambenitos i capirotes i conduïdes a la plaça de la foguera en el que es deia Acte de Fe, una espècie de circ amb una tribuna per a les autoritats polítiques i religioses. L'inquisidor general va ser el dominic fra Tomas de Torquemada i entre els jutges va destacar fra Joan de Zumarraga, que després va ser nomenat bisbe de Mèxic.

## Errizuzena Demokrazia - Democràcia Popular Directa
El poble es va regir des dels seus orígens pels USADIOK unes lleis que es transmetien oralment de generació en generació, després de discutir i aprovar-se en les ASSEMBLEES-BATZARRAK la vall de la Burunda (Ziordia, Olazagutia, Altsasu, Urdiain, Iturmendi i Bakaiku) que se celebraven periòdicament en Batzarramendi, Urdiain. Quan en segle ix s'institueix la monarquia Nabarra (Errege) denominada pels senyors feudals (aidenagusiak, jauntxoak) aquests van usurpar per les armes el dret del poble a decidir i van posar els USADIOK per escrit i els van anomenar FURS: escrits sempre en llatí o romanç, però mai en euskara; establint així per primera vegada la diferència entre la llengua del poble i la llengua de l'opressor enemic de classe. Els furs-foruak (del llatí fòrum, justícia) van passar a ser un privilegi reial, per voluntat divina (dei gratia), que el rei concedia al poble a canvi de la seva submissió, i que teòricament es comprometia a complir, però que a mesura que el poder del rei s'anava fent absolut, els drets del poble anaven desapareixent. La cristianització tardana del poble (cap al segle X), havia permès fins llavors el manteniment de la democràcia popular directa, l'ús comú de la propietat i el matriarcat, però amb la unió del poder feudal i el cristianisme el poble deixo de ser lliure per esdevenir serfs de la gleva: es va instaurar el matrimoni monogàmic, la dona va deixar de ser l'Andrea (del grec andros: senyor-amo) per esdevenir una simple Emakumea: la que dona fills. Els cristians van copiar el model familiar patriarcal del poble jueu i el mateix van fer els musulmans al segle VII establint així el patriarcat opressor contra la dona, molt menys democràtic que el matriarcat. Les terres i béns comunals van ser robats al poble per l'església i els aristòcrates, que van convertir la propietat del poble en propietat feudal dels jauntxoak, en propietat de realengo del monarca de torn i en propietat eclesiàstica d'abadies, catedrals, esglésies i monestirs: va ser el major espoli armat de la història. Les batzarrak van ser substituïdes per les corts i parlaments reals, amb representació del clergat i l'aristocràcia, però no del poble. La democràcia popular directa va ser usurpada pel poder espuri de reis i cacics, i els seus continuadors d'avui dia, els partits polítics, i la seva paròdia de democràcia se segueixen burlant de la autenica democràcia popular directa de les batzarrak, l'única legitima del poble.